# Sin origen (película)
Sin Origen es una película mexicana de terror sobrenatural y fantasía urbana del año 2020 dirigida por Rigoberto Castañeda y distribuida por Videocine en asociación con Televisa a partir del 25 de septiembre del 2020. En la película, una familia adinerada mexicana asociada a la mafia y narcotráfico tiene que encontrar la manera de defenderse a sí mismos de unos misteriosos asesinos cuando estos atacan su hogar buscando eliminar a niña que se ha refugiado en la casa.
La película fue producida como una combinación de varios géneros y como un homenaje a la ficción de vampiros. Tras su estreno fue recibida con opiniones divididas de los críticos por su trama y dirección.

## Argumento
Después de que su familia es eliminada por una orden de asesinos rumanos conocidos como los Arcanos, Lina Cuervo, una niña con una condición peculiar, se ve forzada a huir de la masacre. 
Mientras tanto en México, Pedro del Toro, un padre de familia y aliado de narcotráfico, se prepara para pasar junto a su familia un fin de semana, decidido a dejar los negocios turbios por su propio bienestar. Uno de sus esbirros, Alan, lo presiona para realizar una transferencia de dinero debido a que una mafia rival, los Guillen, podrían ir tras ellos. Al poco tiempo Lina aparece en el patio de la familia mientras se preparan para refugiarse ante la amenaza de un posible atentado. Como los arcanos comienzan atacar y asesinar a los guardaespaldas de los Del Toro, Lina es admitida para esconderse en la casa. 
Después de que su hermano Erik es herido fatalmente con una flecha atravesando su nuca, Alan comienza a culpar a Pedro además de tratar de convencerlo de enfrentarse a los Arcanos. Sin embargo, Pedro, que espera mantener a todos a salvo desiste mientras que el resto de la familia Del Toro, la esposa Francis y Alberto el hijo menor atienden a Lina, quien se siente debilitada y explica que los atacantes están buscándola. A través de recuerdos que tiene mientras descansa Lina recuerda cómo su familia, el clan Cuervo, en realidad eran vampiros que la convirtieron en una de ellos al hacerla beber parte de su sangre: curándola de la leucemia, pero también forzándola a alimentarse de sangre de vivos para sobrevivir.  
Como los Arcanos siguen sin poder ingresar a la casa y Alan elimina a un miembro por venganza, Velkan, el líder, toma como rehén a la hija mayor de los Del Toro para así intentar negociar a Lina. Si bien Pedro considera la oferta admite desconocer el paradero de la misma, por lo que se ve obligado a buscarla en menos de hora o de lo contrario María será ejecutada. Lina, por su lado, se alimenta de un poco de la sangre de un Arcano que se corta en su intento por entrar en la casa, lo que despierta sus instintos y ella se enfrenta uno a uno a los Arcanos que comienzan a irrumpir en la casa. 
Conforme el tiempo comienza a agotarse, Francis sale de la casa para tratar de salvar a su hijastra solo para terminar apuñalándose en el vientre con la espada de Velkan lo que le da la oportunidad a María de escapar y reunirse con su hermano y Lina, quien en gratitud por la compasión que le brindaron se compromete a protegerlos. Después de que Alan derrota a Velkan, un enfurecido Alan lo confronta de nuevo exigiendo su paga, pero como su jefe se sigue resistiendo, este comienza a perseguirlo junto un grupo de jóvenes armados. Todos intenta perderlo en un campo pero Alan consigue atrapar a Alberto y le dispara a quemarropa, lo que ocasiona que Pedro lo ataque y asesine cuando lo empala en un pilar de madera.
Sospechando que Lina puede salvar a su hijo, Pedro le suplica a la niña que los salve al convertirlo en un vampiro a lo que ella accede dándole de beber parte de su sangre, pero como el necesita alimentarse para recuperarse Pedro le ofrece su propia sangre, sacrificando su vida. Una vez que Alberto se recupera, él junto a su hermana y Lina se preparan para regresar a su hogar.

## Elenco

### Principal
- Andrés Martínez como Pedro del Toro
- Lissete Morelos como Francis Del Toro
- Paulina Gil como Lina Cuervo
- Horacio García Roja como Alan Treviño

### Secundario
- Arap Bethke como Velkan
- Adriá Collado como Máx Cuervo
- Alex Crusafon Pont como Hernán Cuervo

## Producción
El guion de la película fue escrito por Michael Caisse quien en uno de sus primeros bocetos concibió el rol del protagonista como un mafioso italiano, pero cuando el director Castañeda ayudó con la adaptación del guion, optó por cambiar al personaje por un narcotraficante mexicano. Así mismo los vampiros presentados en el filme tienen cualidades de otros entes aparecidos en obras como Cronos y Drácula, aunque la película introduce un elemento propio; los Arcanos descritos como una orden guerreros ancestrales provenientes de Rumania. Algunos miembros del elenco realizaron investigaciones propias sobre vampiros como preparación para sus personajes mientras que Castañeda les proveyó de trasfondo a algunos actores.
El actor Daniel Martínez quien interpreta al protagonista de la cinta también trabajo como consultor en las coreografías y los combates escénicos. Rigoberto Castañeda pretendía realizar un largometraje que respetara los elementos básicos de las películas sobre vampiros y al mismo tiempo intentar innovar describiendo el proceso como realizar un película de superhéroes por lo que tomo en cuenta el presupuesto moderado para agregar diseños estéticos y verosimilitud a la forma en que fueron retratadas las habilidades de los vampiros.
El rodaje de la cinta fue realizado en el estado de Morelos y parte de El Ajusco en una casa real con construcciones para complementar el set. Se utilizaron una combinación de efectos prácticos y digitales para la caracterización de los vampiros mientras que para los Arcanos se realizaron ensayos de combate escénico, prótesis y utilería para mantener las escenas realistas y creíbles.

## Recepción
La película tuvo su proyección en el Festival Internacional de Cine Guanajuato el 22 de septiembre del 2020 y durante su distribución en cines tuvo una presencia prolongada en taquilla debido a las medidas sanitarias generadas por el COVID 19. El 17 de septiembre del 2021 Rigoberto Castañeda anunció que Sin origen fue seleccionada para una proyección en el LUSCA Fantastic Film Festival.

### Taquilla
Para su semana de estreno en México del 25 al 27 de septiembre del 2020 se reportó que Sin Origen logró recaudar un total de treinta y ocho mil doscientos cincuenta y dos dólares en contra de un presupuesto de dos millones de dólares.. Debido al incremento de las medidas de sanidad por COVID 19, la taquilla de la película se vio interrumpida con el cierre de varias cadenas de cine.

### Críticas
La película recibió en su mayoría críticas mixtas a negativas:
Jonathan Eslui escribiendo para Alta Fidelidad en su reseña llama a la película como predecible pero entretenida, destacando su trama por combinar la ficción de vampiros con acción y drama en historias sobre crimen, comentando: es una película que cumple con su objetivo de entretener sin ofrecer realmente algo extra, y lo que vale la pena reconocer es que una producción mexicana se haya atrevido a hacer algo así, sin importar el tropiezo a la hora de entregar el resultado final.
Jesús Chavarría de la Razón fue crítico con la cinta por su uso de elementos comunes en el género del horror, así como señalar inconsistencias en la trama y las actitudes de los personajes. No obstante adulo las actuaciones de algunos actores del elenco como Daniel Martínez y Ramón Medina además de destacar las escenas de acción y coreografías.
Kat Hughes de The Hollywood News calificó al filme con tres estrellas de cinco considerando su mezcla de elementos familiares como una de sus mayores virtudes así como destacar las secuencias de acción por encima de los personajes superficiales, concluyendo: ¿Quién diría que una invasión casera, cazadores de vampiros, niños tenebrosos, artes marciales y una gran cantidad de acción era lo que necesitabamos para olvidar ese sin sentido de vampiros brillantes? Castañeda tenía una idea y sus intentos lo consiguieron. El resultado es una de las más emocionantes e intrigantes películas de vampiros en años.